# Jefferson Smith
Jefferson Smith è un personaggio fittizio interpretato da James Stewart nel film Mr. Smith va a Washington di Frank Capra.
Per opera di un gruppo di finanzieri e politicanti è stato presentato al Senato di Washington il progetto di una diga la cui costruzione consentirebbe dei lauti guadagni agli interessati. Accade che uno dei senatori che rappresentano lo stato in cui dovrebbe costruirsi la diga muoia. A rimpiazzarlo viene scelto dai maneggioni un certo Jefferson Smith, giovane onesto, ingenuo, lontano dalla politica che i politicanti confidano di poter muovere a loro agio. Se non che a Smith, che ignora l'intrigo, viene in mente di presentare un disegno di legge per la costruzione di un campo nazionale di boy-scouts proprio sulle rive del fiume sul quale dovrebbe sorgere la diga. Gli affaristi ricorrono a tutti i mezzi per neutralizzare l'opposizione di Smith e, infine, per liberarsi di lui, l'accusano di disonestà e propongono la sua espulsione dal Senato. Smith prende la parola per difendersi e smascherare gli avversari e continua a parlare per 24 ore di seguito, finché esausto, vinto dalla fatica e dal disgusto, cade svenuto. Ma la battaglia è vinta!

## Riconoscimenti
Secondo l'AFI's 100 Years..., Jefferson Smith è all'undicesimo posto nella categoria dei più grandi eroi della storia del cinema.